# Coupe d'Allemagne de patinage artistique 1997
Navigation
Édition précédente Édition suivante
La Coupe d'Allemagne était une compétition internationale de patinage artistique qui se déroulait en Allemagne au cours de l'automne, entre 1986 et 2004. Elle accueillait des patineurs amateurs de niveau senior dans quatre catégories: simple messieurs, simple dames, couple artistique et danse sur glace. En 1997, son nom officiel était la Coupe des nations.
La onzième Coupe d'Allemagne est organisée du 30 octobre au 2 novembre 1997 à Gelsenkirchen. Elle est la deuxième compétition de la Série des champions ISU senior de la saison 1997/1998.

## Résultats

### Messieurs
| Rang | Nom                | Pays        | Points | Prog. court | Prog. libre |
| ---- | ------------------ | ----------- | ------ | ----------- | ----------- |
| 1    | Elvis Stojko       | Canada      | 1.5    | 1           | 1           |
| 2    | Igor Pashkevich    | Azerbaïdjan | 3.0    | 2           | 2           |
| 3    | Aleksandr Abt      | Russie      | 5.5    | 5           | 3           |
| 4    | Philippe Candeloro | France      | 7.0    | 6           | 4           |
| 5    | Michael Weiss      | États-Unis  | 7.0    | 4           | 5           |
| 6    | Dmytro Dmytrenko   | Ukraine     | 7.5    | 3           | 6           |
| 7    | Andrejs Vlascenko  | Allemagne   | 11.0   | 8           | 7           |
| 8    | Szabolcs Vidrai    | Hongrie     | 12.5   | 7           | 9           |
| 9    | Steven Cousins     | Royaume-Uni | 13.0   | 10          | 8           |
| 10   | Michael Hopfes     | Allemagne   | 14.5   | 9           | 10          |
| 11   | Sven Meyer         | Allemagne   | 16.5   | 11          | 11          |

### Dames
| Rang | Nom               | Pays        | Points | Prog. court | Prog. libre |
| ---- | ----------------- | ----------- | ------ | ----------- | ----------- |
| 1    | Tanja Szewczenko  | Allemagne   | 1.5    | 1           | 1           |
| 2    | Irina Sloutskaïa  | Russie      | 4.5    | 5           | 2           |
| 3    | Elena Liashenko   | Ukraine     | 4.5    | 3           | 3           |
| 4    | Szusanna Szwed    | Pologne     | 5.0    | 2           | 4           |
| 5    | Krisztina Czakó   | Hongrie     | 7.0    | 4           | 5           |
| 6    | Julia Vorobieva   | Azerbaïdjan | 9.0    | 6           | 6           |
| 7    | Shizuka Arakawa   | Japon       | 11.0   | 8           | 7           |
| 8    | Eva-Maria Fitze   | Allemagne   | 13.0   | 10          | 8           |
| 9    | Jennifer Robinson | Canada      | 13.5   | 9           | 9           |
| 10   | Sydne Vogel       | États-Unis  | 14.5   | 7           | 11          |
| 11   | Laëtitia Hubert   | France      | 15.5   | 11          | 10          |

### Couples
| Rang    | Nom                                     | Pays      | Points | Prog. court | Prog. libre |
| ------- | --------------------------------------- | --------- | ------ | ----------- | ----------- |
| 1       | Mandy Wötzel / Ingo Steuer              | Allemagne | 1.5    | 1           | 1           |
| 2       | Elena Berejnaïa / Anton Sikharulidze    | Russie    | 3.0    | 2           | 2           |
| 3       | Evgenia Filonenko / Igor Marchenko      | Ukraine   | 5.0    | 4           | 3           |
| 4       | Peggy Schwarz / Mirko Müller            | Allemagne | 5.5    | 3           | 4           |
| 5       | Marie-Claude Savard-Gagnon / Luc Bradet | Canada    | 8.0    | 6           | 5           |
| 6       | Maria Petrova / Teimuraz Pulin          | Russie    | 8.5    | 5           | 6           |
| Abandon | Line Haddad / Sylvain Privé             | France    |        | 7           |             |

### Danse sur glace
| Rang | Nom                                   | Pays        | Points | Danse imposée | Danse originale | Danse libre |
| ---- | ------------------------------------- | ----------- | ------ | ------------- | --------------- | ----------- |
| 1    | Anzhelika Krylova / Oleg Ovsiannikov  | Russie      | 2.0    | 1             | 1               | 1           |
| 2    | Marina Anissina / Gwendal Peizerat    | France      | 4.0    | 2             | 2               | 2           |
| 3    | Irina Romanova / Igor Yaroshenko      | Ukraine     | 6.0    | 3             | 3               | 3           |
| 4    | Tatiana Navka / Nikolai Morozov       | Biélorussie | 8.6    | 4             | 5               | 4           |
| 5    | Kati Winkler / René Lohse             | Allemagne   | 9.4    | 5             | 4               | 5           |
| 6    | Diane Gerencser / Pasquale Camerlengo | Italie      | 12.0   | 6             | 6               | 6           |
| 7    | Galit Chait / Sergei Sakhnovski       | Israël      | 14.0   | 7             | 7               | 7           |
| 8    | Chantal Lefebvre / Michel Brunet      | Canada      | 16.0   | 8             | 8               | 8           |
| 9    | Eve Chalom / Mathew Gates             | États-Unis  | 18.0   | 9             | 9               | 9           |
| 10   | Aya Kawai / Hiroshi Tanaka            | Japon       | 20.6   | 10            | 11              | 10          |
| 11   | Stephanie Rauer / Thomas Rauer        | Allemagne   | 21.4   | 11            | 10              | 11          |

## Sources
- Résultats de la coupe des nations 1997
- Patinage Magazine N°60 (Décembre 1997-Janvier 1998)